# 城子河街道
城子河街道，是中华人民共和国黑龙江省鸡西市城子河区下辖的一个乡镇级行政单位。

## 行政区划
城子河街道下辖以下地区：
老房社区、花园社区、长青社区、新立社区、城砖社区、城海社区、三建社区和金三角社区。